# Hakluyt Society
De Hakluyt Society is een Britse vereniging die zeldzame of niet eerder uitgegeven Engelstalige reisverslagen publiceert.
De vereniging is in 1846 opgericht en genoemd naar Richard Hakluyt (1552-1616), een verzamelaar en uitgever van berichten over expedities en reizen en andere documenten die de Engelse overzeese expansie documenteren. Ook de Britse commerciële inlichtingendienst Hakluyt & Company werd naar hem genoemd.
De belangrijkste activiteit van de vereniging is het publiceren van wetenschappelijke geannoteerde uitgaven van belangrijke bronnen betreffende reizen en expedities die tot meer kennis van de verschillende gebieden in de wereld hebben geleid. Tot nu toe zijn meer dan 200 uitgaven in 350 banden en in verschillende series verschenen ('First Series Part I'; 'First Series Part II'; 'Second Series Part I'; 'Second Series Part II'; 'Third Series'; 'Extra Series').
Voor het Nederlandse taalgebied is de Linschoten-Vereeniging met soortgelijke doelstellingen actief.